# 高山県 (江蘇省)
高山県（こうざん-けん）は中華人民共和国江蘇省淮安市にかつて存在した県。現在の盱眙県南西部に相当する。

## 歴史
漢代に設置され、西晋により廃止された。